# 吉田優利
吉田 優利（よしだ ゆうり、2000年4月17日 - ）は、千葉県市川市出身の女性プロゴルファー。日本ウェルネススポーツ大学卒業。所属はエプソン。マネジメント事務所は株式会社ゾーン。辻村明志に師事。

## 来歴

### アマチュア時代
10歳でゴルフを始めて半年の頃コースデビューしスコアは102で、その頃からコーチを付けて練習するようになった。麗澤中学校・高等学校に進み、ゴルフ部に入部。1学年下に後にプロテストに同時合格する西郷真央が居た。
中学校在学時の2014年10月、NOBUTA GROUPマスターズGCレディースにプロツアー初出場し予選落ち。2016年にナショナルチーム入りして同学年の古江彩佳、安田祐香らとともに活躍。2017年、「世界ジュニアゴルフ選手権」で平岡瑠依と出場した女子団体で台湾に次ぐ2位。
2018年、米ツアー「ISPS HANDA オーストラリア女子オープン」でローアマを獲得。「日本女子アマチュアゴルフ選手権競技」での優勝は、2位上野菜々子に1打差、吉本ここね、西村優菜、安田祐香らミレニアム世代を抑えての優勝であった。「日本ジュニアゴルフ選手権競技」女子15歳～17歳の部でも2位・政田夢乃に1打差、澁澤莉絵留、安田らを抑えて優勝しアマ2冠達成。「世界女子アマチュアチーム選手権」では安田、西村と出場し、団体2位。
2019年、「ワールドレディスチャンピオンシップ」ではただ1人のアマチュアとして出場しながら、優勝した渋野日向子らと最終日最終組を経験。全米女子オープンに予選会を経て初出場するも8オーバーの108位で予選落ち。同年秋の日本女子プロゴルフ協会（JLPGA）プロテストに挑戦し、通算2アンダーの12位タイで合格した。

### プロ転向後

#### 2020−21年シーズン
2021年、「KKT杯バンテリンレディスオープン」で4位タイとなり、プロ入り後初のトップ10入り。新規大会の「楽天スーパーレディース」では最終日に8バーディーを奪う猛チャージで通算18アンダー、2位タイの高橋彩華と比嘉真美子に3打差をつけてツアー初優勝。その後、9月の「ゴルフ5レディスプロゴルフトーナメント」では最終日に65（7アンダー）で回り、14アンダーで並んだ岡山絵里とのプレーオフに持ち込み、プレーオフ2ホール目で優利がパー、岡山がボギーとなって逆転勝ちでツアー2勝目を挙げた。

#### 2022年シーズン
4月「KKT杯バンテリンレディスオープン」にて最終日18ホールを終わった段階でクラブハウスリーダーで後続の結果を待機、植竹希望、西村優菜、小倉彩愛と-8アンダーで並んで4人のプレーオフになり、1ホール目で西村が脱落、2ホール目で小倉も脱落して最終的には植竹と一騎打ちの形になり2時間近い死闘の末に迎えた6ホール目に植竹がバーディーを奪って惜しくも優勝を逃した。結局、そのシーズンは優勝することが出来なかった。

#### 2023年シーズン
5月上旬のJLPGAメジャー大会「ワールドレディスチャンピオンシップ」では各選手が厳しいメジャー仕様のコースセッティングに苦しむ中で2日目に首位に立ち、3日目は強風、最終日は雨天と厳しい環境の中での我慢のゴルフを展開、最終日には追ってくる小祝さくらや申智愛に1打差に迫られる場面があったが、17番ホールでのバーディーで突き放し、最終的にはトーナメント史上初となるオーバーパー（+1オーバー）ながら2021年9月以来となるツアー3勝目を国内メジャー大会初優勝で飾った。LPGA女子ゴルフツアー最終予選会のQシリーズでトータル19アンダーの7位タイでフィニッシュし、「カテゴリー14」で来季のツアー出場権を獲得した。

#### 2024年シーズン
LPGA女子ゴルフツアーに主戦場を移す。11月の「ロッテ選手権」で5位となるも成績は振るわず16試合の出場で予選通過が7回。CMEグローブポイントランキングは102位、賞金ランキングも99位であった。国内では10月の「樋口久子 三菱電機レディス」で2位タイに入る。11月29日、国内女子ゴルフの最終予選会であるファイナルQTに出場し、通算2アンダーで7位で国内出場権を獲得。12月10日にはLPGA女子ゴルフツアー最終予選会のQシリーズで通算13アンダーの9位でフィニッシュし、2年連続となる米女子ツアーの出場権を獲得した。

#### 2025年シーズン
今年度もLPGA女子ゴルフツアーをメインで戦う。国内初戦となった3月の「Vポイント×SMBCレディース」で2日目に自己ベストに並ぶ64をマークすると、最終日も71で回り通算13アンダーに伸ばして2位以下を突き放し、9打差をつけて圧勝した。

## 人物
父は料理人で、東京都内で居酒屋を経営しており、優利自身も年1回は父の店で1日店員を務めることもある。
実妹の鈴もアマチュアゴルファーとしてプロを目指して奮闘しており、プロのトーナメントにも出場経験を持つ。その鈴は2024年度のJLPGAプロテストで合格を果たしたことにより姉妹でプロということになった。
2024年10月にはデルタ航空の広告CMモデルに起用された。
2025年1月20日、妹の鈴と初めて姉妹での契約となる三井住友銀行（SMBC）とのスポンサー契約を結んだ。

## プロフィール
- 出身：千葉県市川市。
- 家族：父・母・妹・弟の5人。
- 師匠：辻村明志
- 所属：エプソン
- スポンサー：デルタ航空
- サポート：グラスター
- 用具：ブリヂストンスポーツ
- ウェア：TOMMY HILFIGER/シューズ：NIKE
- マネジメント：フォロースルー

## トーナメント成績

### ツアー優勝

#### JLPGAツアー（4）
| No. | Date             | Tournament                            | スコア                | 2位との差  | 2位（タイ）         |
| --- | ---------------- | ------------------------------------- | --------------------- | ---------- | ------------------- |
| 1   | 2021年7月29-31日 | 楽天スーパーレディース                | −18（65-67-66=198）   | 3打差      | 高橋彩華 比嘉真美子 |
| 2   | 2021年9月3-5日   | ゴルフ5レディスプロゴルフトーナメント | −14（69-68-65=202）   | プレーオフ | 岡山絵里            |
| 3   | 2023年5月4-7日   | ワールドレディスチャンピオンシップ    | +1（71-69-76-73=289） | 3打差      | 申智愛              |
| 4   | 2025年3月21-23日 | Vポイント×SMBCゴルフトーナメント      | −13（68-64-71=203）   | 9打差      | 菅楓華              |

太字は公式戦